# Jonathan Retamal
Jonathan Albert Retamal Vásquez (Santiago, Chile, 13 de octubre de 1990) es un futbolista chileno. Juega de delantero y volante Izquierdo. Actualmente se encuentra sin club.

## Clubes
| Club                | País  | Año       |
| ------------------- | ----- | --------- |
| Cobreloa            | Chile | 2007      |
| San Marcos de Arica | Chile | 2007      |
| Cobreloa            | Chile | 2008-2009 |
| Naval               | Chile | 2009      |
| Cobreloa            | Chile | 2010      |
| Deportes Linares    | Chile | 2013-2015 |
| Cobreloa            | Chile | 2015-2016 |